# 루시 (학술지)
루시는 1981년부터 한국외국어대학교 노어과에서 발행하는 학술지이며, 도스토예프스키 서거 100주기를 맞아 창간되었다.

## 역사
1994년 제5호가 발행되었다. 2016년, 제6호로 다시 시작되었으며 지금까지 매년 발간을 이어오고 있다.